# داناپور جنوبی
داناپور جنوبی یا ساوت داناپور (به انگلیسی: South Dhannapur) یک روستا منطقهٔ مسکونی در بنگلادش است که در اتحادیه محمدپور، چتخیل اوپازیلا، ناحیه نواکهلی، استان چیتاگونگ، بنگلادش واقع شده‌است. در ۲۳٫۰۵۰۰ درجه شمالی ۹۰٫۹۵۸۳ درجه شرقی واقع شده‌است. بر اساس سرشماری بنگلادش در سال ۲۰۱۱، داناپور ۱٫۲ نفر جمعیت داشته‌است.